# J. Darthel
Cet article court présente un sujet plus développé dans : Rob-Vel.
J. Darthel est le pseudonyme collectif des auteurs qui ont repris le personnage du Professeur Nimbus à la suite de son créateur André Daix.

## Auteurs répertoriés
- Claude Seignolle
- Paul Winkler
- Rob-Vel
- Pierre Le Goff

## Source
- Claude Seignolle, complice du Professeur Nimbus